# Алавердян, Александр Григорьевич
Александр Григорьевич Алавердян (арм. Ալեքսանդր Գրիգորի Ալավերդյան) (род. 6 июня 1923, Эривань) ― советский и армянский врач-патологоанатом, доктор медицинских наук (1970), профессор (1970).

## Биография
Александр Алавердян родился 6 июня 1923 года в Эривани, Армянская ССР, ЗСФСР, СССР. Участник Великой Отечественной войны. 
В 1949 году с отличием окончил лечебный факультет Ереванского государственного медицинского института. Затем учился в аспирантуре Первого Московского медицинского института имени И.М. Сеченова, где научными руководителями у него были профессора Алексей Абрикосов и Анатолий Струков. 
В 1952-1962 годах Алавердян заведовал кафедрой патологической анатомии Республиканской клинической больницы, был одним из основоположников школы патологической анатомии республики, был главным патологоанатомом Министерства здравоохранения Армянской ССР. 
В 1953 году защитил кандидатскую диссертацию, а в 1971 году ―докторскую. В том же году ВКК СССР ему было присвоено звание профессора.
В 1962 году по инициативе Алавердяна был создан Патологоанатомический центр Армянской ССР. В 1962 году возглавил отделение патологии и судебной медицины Национального института здравоохранения Армении. 
В 1993 году в Ереванском государственном медицинском институте учреждена стипендия имени Александра Алавердяна.
Работы Александра Алавердяна касаются вопросов патологии нервной, сердечно-сосудистой, дыхательной систем, изучения вредного воздействия химических производственных факторов на организм человека. Автор более 170 научных работ, 2 авторских изобретательских свидетельства, 5 рационализаторских предложений. . Под его научным руководством было защищено более 40 кандидатских и докторских диссертаций.

## Членство в научных и общественных организациях
- Член правления Всесоюзной ассоциации патологоанатомов (1963–1991)
- Член Российской ассоциации патологов (1994)
- Член Международной академии экологии (1998)
- Действительный член Академии хирургии Армении (1999)

## Награды
- Медаль Мхитара Гераци (2003)